# Sveriges Fontänhus Riksförbund

Logotyp Sveriges Fontänhus Riksförbund

Sveriges Fontänhus är en ideell organisation i Sverige som driver klubbhus för personer med psykisk ohälsa. Fontänhusen är en mötesplats där medlemmar kan delta i gemenskap, arbete och återhämtning. Det finns Fontänhus i 14 svenska städer, och över 350 internationellt.

## Historia
Det första Fontänhuset i Sverige öppnade i Stockholm 1980 och grundades av Lis Asklund. Sedan dess har 14 Fontänhus startats runt om i landet. 

## Verksamhet
Ett Fontänhus är en psykosocial arbetsinriktad rehabilitering som stödjer personer som lever med psykisk ohälsa på vägen till återhämtning. Fontänhusens verksamhet baseras på den så kallade Fontänhusmodellen. Modellen bygger på tre grundprinciper:
- Gemenskap: Medlemmarna utgör en gemenskap där de kan ge och få stöd av varandra.
- Arbete: Medlemmarna erbjuds meningsfulla arbetsuppgifter i klubbhuset.
- Återhämtning: Klubbhuset ska vara en plats där medlemmarna kan återhämta sig från sin psykiska ohälsa.

## Organisation
Organisationen Sveriges Fontänhus Riksförbund består av de av Fontänhus som valt att ingå i Riksförbundet. SFR leds av en styrelse, som leder kansliet som arbetar med att starta, stötta och utveckla Fontänhusen.